# Estación de Casa de Campo

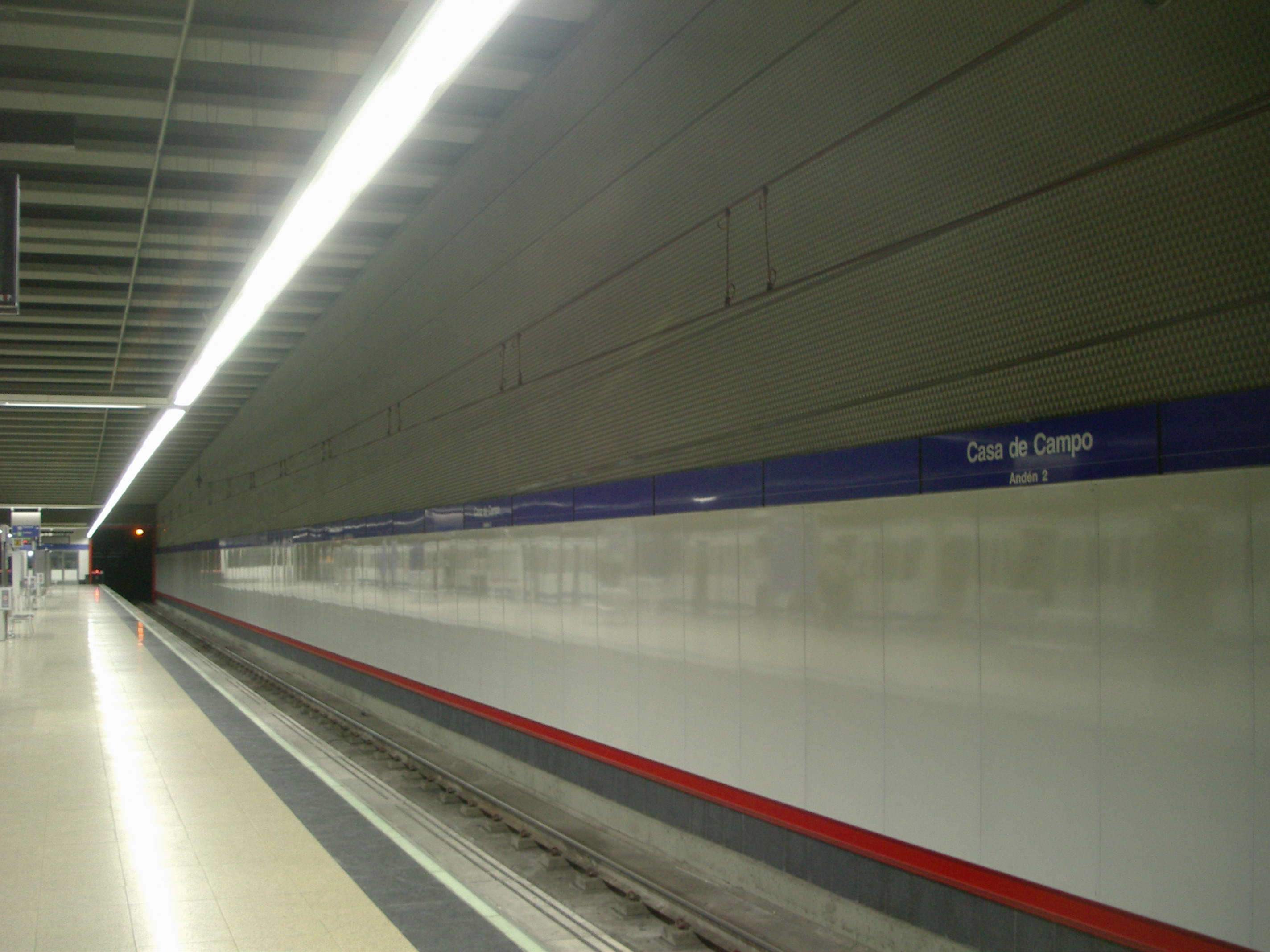
Andén de la Línea 10

Casa de Campo es una estación de las líneas 5 y 10 del Metro de Madrid situada bajo el Paseo de la Puerta de Batán, cerca del Paseo de Extremadura (N-V), toma su nombre de este gran pulmón de la ciudad de Madrid al encontrarse en la linde del mismo. Es uno de los dos terminales de la línea 5.
A una distancia de unos 500 m se encuentra el Parque zoológico de Madrid.

## Historia
La estación fue inaugurada el 22 de octubre de 2002 al abrirse el primer tramo de línea 10 que conducía a Puerta del Sur, donde en la actualidad enlaza con Metrosur. La apertura llevó consigo una transferencia del trayecto entre Aluche y Casa de Campo de la línea 10 a la línea 5, creando una estación de correspondencia con tres vías y dos andenes, permitiendo el transbordo a nivel.
En el proyecto inicial se barajó el nombre Puerta de Batán, pero para evitar confusiones con la estación vecina se cambió por el nombre actual, menos específico en cuanto a ubicación pero más en cuanto a nombres de las estaciones de Metro de Madrid. Bajo el andén de la línea 5 que da hacia Puerta del Sur hay una vía muerta que se usaba cuando pertenecía a la línea 10 y al Ferrocarril Suburbano. 

## Accesos
Vestíbulo Casa de Campo

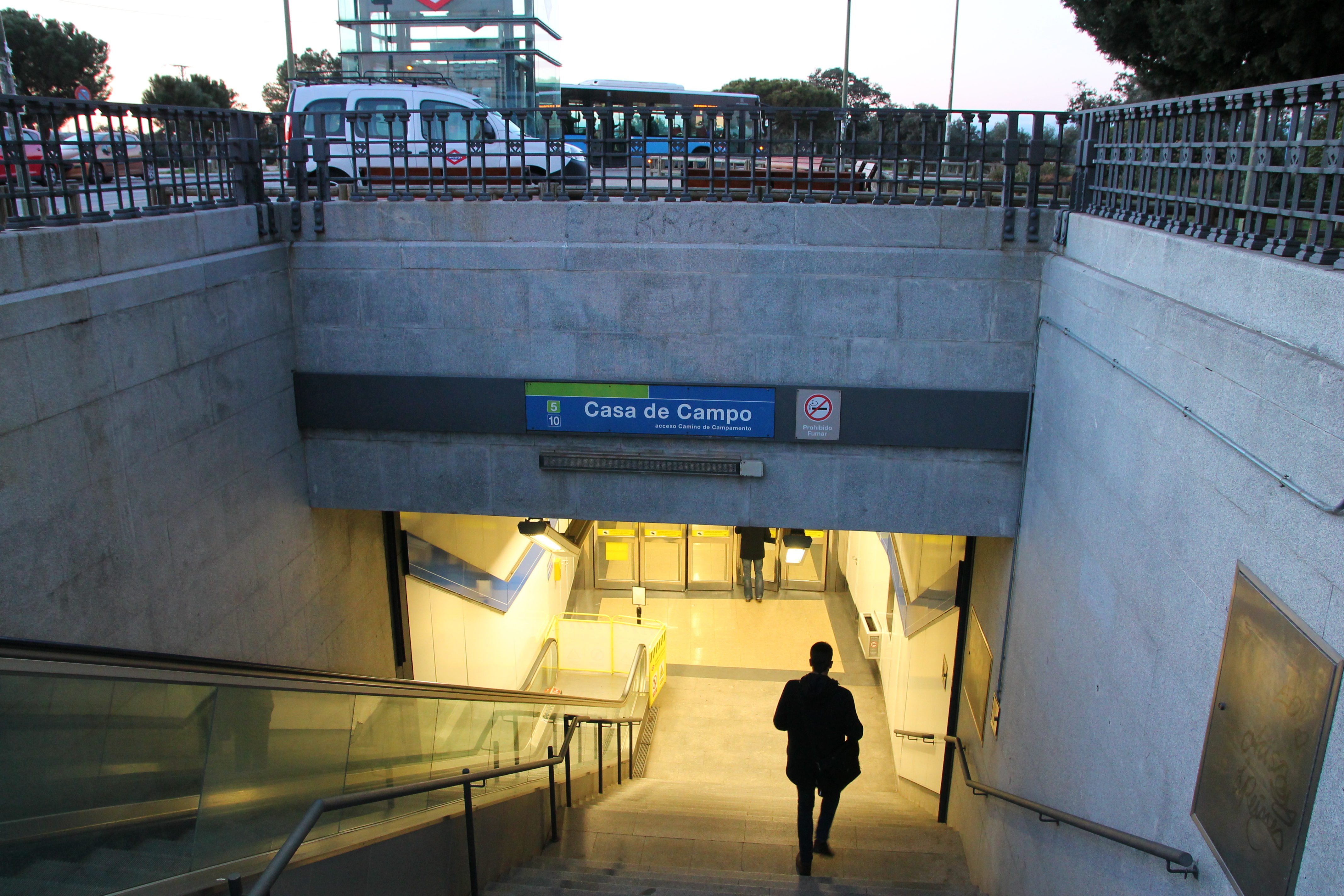
Acceso a la estación

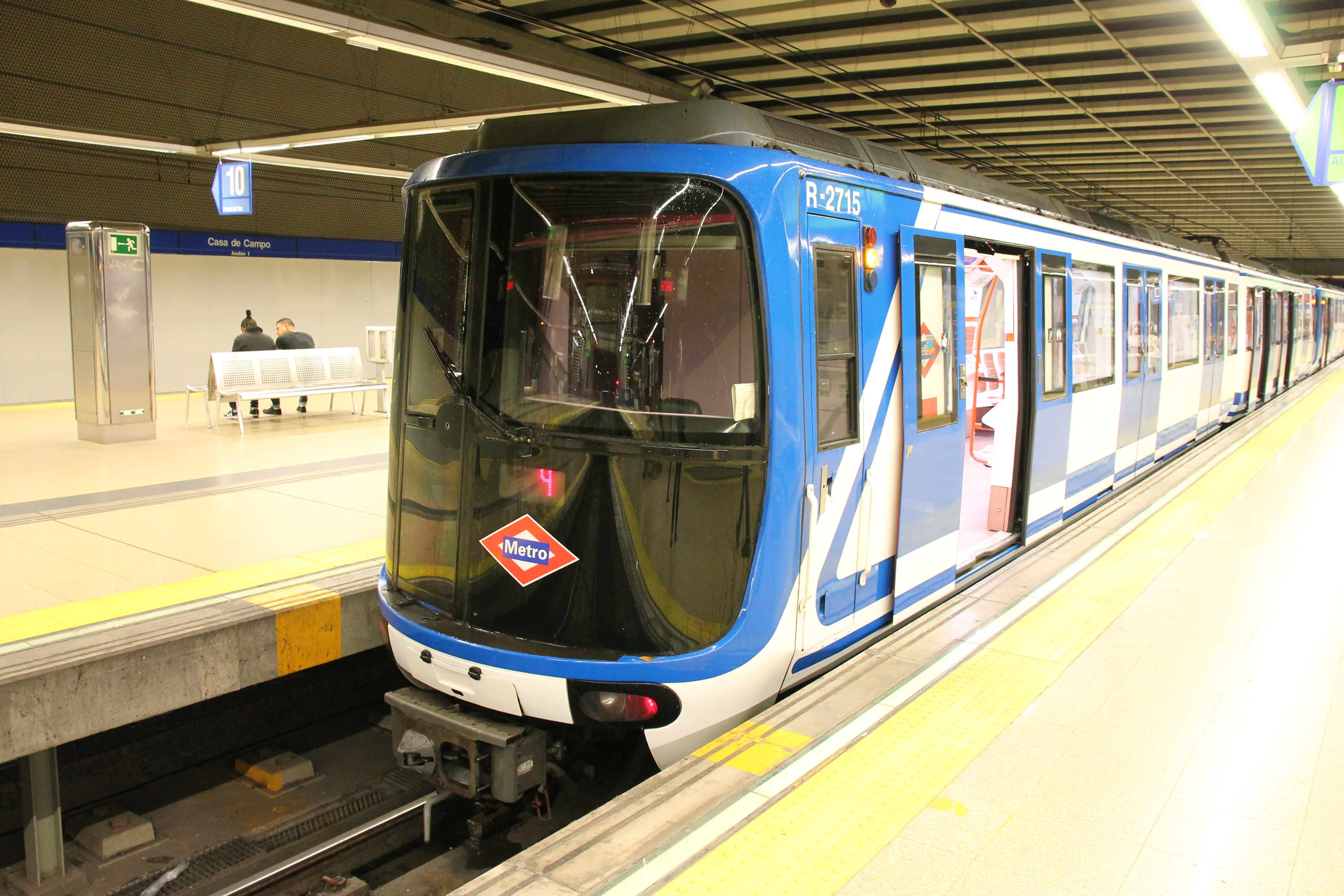
Tren serie 2000B en la línea 5

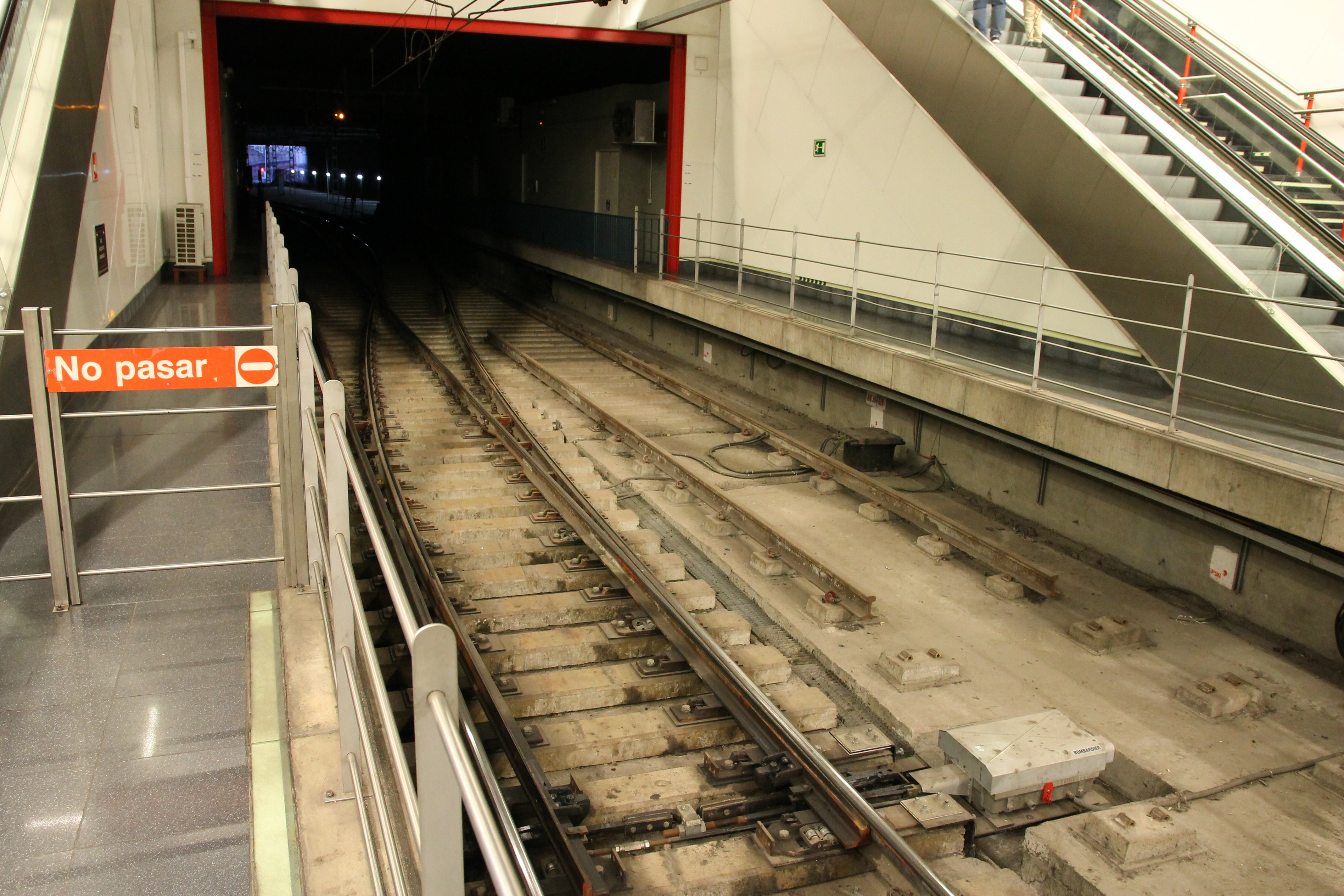
Fondo de saco de la línea 5. Unos metros más adelante, la vía mostrada en la foto tiene un enlace con la línea 10

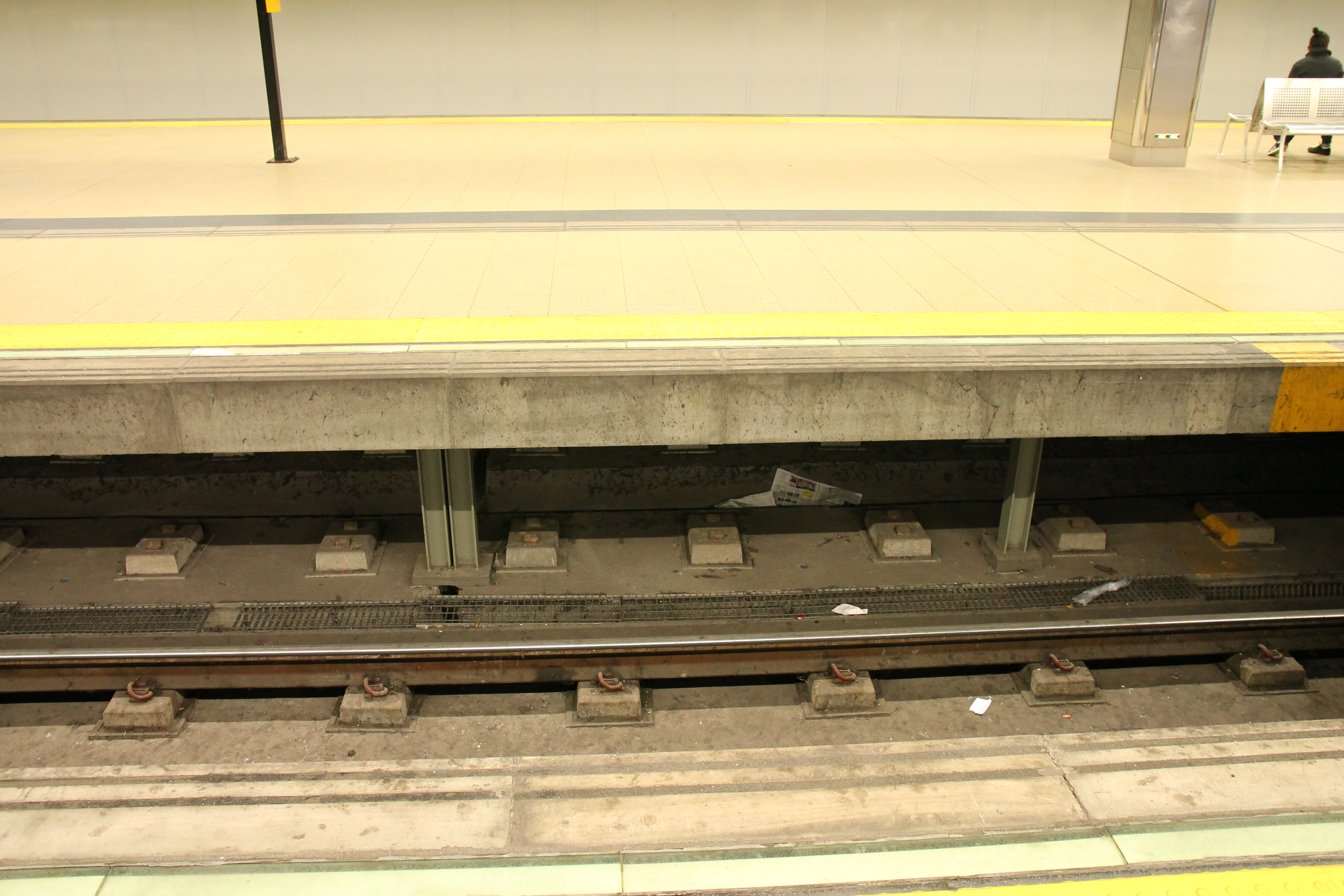
Vía muerta bajo andén

- Camino de Campamento Cº de Campamento, s/n
- Ascensor Ctra. del Zoo, s/n. Para Zoo Aquarium

## Líneas y conexiones

### Metro
| << cabecera                                          | < estación | línea | estación >     | cabecera >>    |
| ---------------------------------------------------- | ---------- | ----- | -------------- | -------------- |
| Alameda de Osuna                                     | Campamento |       | final de línea | final de línea |
| Hospital Infanta Sofía Cambio de tren en Tres Olivos | Batán      |       | Colonia Jardín | Puerta del Sur |

### Autobuses
| Diurnos   |                               |                                                     |
| Línea     | Destino                       | Parada                                              |
| 36        | Campamento                    | 51125 CASA DE CAMPO                                 |
| 39        | Colonia San Ignacio de Loyola | 51125 CASA DE CAMPO                                 |
| 36        | Atocha                        | 51126 LOS YÉBENES-PASEO DE EXTREMADURA              |
| 39        | Plaza de España               | 51126 LOS YÉBENES-PASEO DE EXTREMADURA              |
| 55        | Batán                         | 2635 CASA DE CAMPO (Cº de Campamento-C/ San Manuel) |
| 65        | Plaza de Jacinto Benavente    | 2635 CASA DE CAMPO (Cº de Campamento-C/ San Manuel) |
| 33        | Príncipe Pío                  | 5173 CASA DE CAMPO (Cabecera Pº Puerta de Batán)    |
| 25        | Plaza de España               | 5175 CASA DE CAMPO (Cabecera Pº Puerta de Batán)    |
| 55        | Atocha                        | 5336 CASA DE CAMPO (Cº de Campamento-C/ San Manuel) |
| 65        | Colonia Gran Capitán          | 5336 CASA DE CAMPO (Cº de Campamento-C/ San Manuel) |
| SE3       | Barrio de Lucero              | 5336 CASA DE CAMPO (Cº de Campamento-C/ San Manuel) |
| Nocturnos |                               |                                                     |
| Línea     | Destino                       | Parada                                              |
| N19       | Colonia San Ignacio de Loyola | 51125 CASA DE CAMPO                                 |
| N19       | Plaza de Cibeles              | 51126 LOS YÉBENES-PASEO DE EXTREMADURA              |